# Conditions
Conditions – debiutancki album australijskiego kwartetu The Temper Trap, który został wydany 19 czerwca 2009 roku przy współpracy z australijską wytwórnią Liberation Music. 10 sierpnia 2009 album wydano także w Wielkiej Brytanii, a zajęła się tym wytwórnia muzyczna Infectious Records. Producentem krążka jest Jim Abbiss.
Album zawiera trzy single: „Sweet Disposition”, „Fader” oraz „Science of Fear”.

## Lista utworów
1. „Love Lost” – 3:41
2. „Rest” – 3:43
3. „Sweet Disposition” – 3:54
4. „Down River” – 3:54
5. „Soldier On” – 6:03
6. „Fader” – 3:12
7. „Fools” – 4:35
8. „Resurrection” – 5:36
9. „Science of Fear” – 4:20
10. „Drum Song” – 3:23
11. „Hearts” (iTunes bonus track) – 2:44